# Johann von Forst
Johann von Forst, auch Johannes von Forst (Vorst), OSB  (* um 1405 in Forst; † 4. Juni 1452 in Köln) war ein deutscher Benediktiner und Abt der Benediktinerabtei St. Matthias (1439–1447) und der Reichsabtei St. Maximin (1449–1452) in Trier sowie der Abtei St. Pantaleon (1447–1452) in Köln.

## Leben
Johann bzw. Johannes entstammte einem niederrheinischen Rittergeschlecht. In jungen Jahren trat er dem Kloster St. Matthias in Trier bei, um Mönch zu werden. Am 29. Dezember 1437 nahm er als Subprior gemeinsam mit Abt Johannes als Vertreter der Benediktinerabtei St. Matthias in Bernkastel an einer Kleriker-Versammlung teil, bei der eine Klage gegen die Stadt Trier vorbereitet wurde. Inzwischen das Amt des Priors innehabend, wurde er am 29. Dezember 1439 zum Abt der Abtei St. Matthias in Trier gewählt. Bei der Einsetzung zum Abt Wilhelm von Helmstätts in der Abtei Mettlach am 5. Januar 1440 war er der einzige Zeuge. Er nahm an dem Provinzialkapitel von St. Maximin in Trier teil, das vom 23. bis zum 25. April getagt hatte. Seine Tätigkeiten bei der Verwaltung der Klostergüter als Abt von St. Matthias sind durch zahlreiche erhaltene Urkunden bezeugt. Bereits in den ersten Jahren erhöhte er u. a. die Pfarrkompetenz in Mondorf-Altwies und in Weyer bei Villmar ließ er die Zehntleihen zurückkaufen. Weitere Urkunden finden sich über eine Beschwerde gegen Johann von Nassau-Beilstein wegen eines Zehnts vom 31. März 1445 sowie über einen Vergleich zur Umwandlung von Fronden in feste Naturallieferungen mit den Meiern in der Grundherrschaft “Abtei”.
Dass Johann nicht nur in den Grenzen der eigenen Abtei dachte, davon zeugte auch die von seinem Vorgänger initiierte Mönchsreform, um deren Fortführung und Organisation er sich gemeinsam mit dem Trierer Erzbischof Jakob von Sierck bemühte. Als es um die Reform der in Fontenoy-le-Château gelegenen Abtei St. Mansuy ging, wandte sich am 25. April 1444 der Bischof von Toul, Louis de Haraucourt, an Johann von Forst. Von 1441 bis 1444 war St. Matthias Zufluchtsort dreier reformwilliger Mönche aus dem St. Laurentius-Kloster in Lüttich geworden und der Anführer unter ihnen, der Subprior Johannes de Lairdeu, sollte Abt von St. Mansuy werden. Jedoch verstarb er auf der Heimreise von Rom, wohin er zwecks seiner Ernennung gereist war. Am 8. April 1445 wurde Johann gemeinsam mit einem Kartäuserprior vom Erzbischof Jakob von Sierck zu einer Visitation in das Kloster Himmerod mitgenommen, um die dort visitierenden Zisterzienser-Äbte zu unterstützen. Allerdings wurde er hier durch den Erzbischof in Bedrängnis gebracht, als er mit zwei weiteren reformbemühten Äbten in einen Streit des Domkapitels geriet und so letztlich auch in die politischen Pläne des Kurfürsten hineingezogen wurde. Am 29. Januar 1447 erhielt Erzbischof Jakob vom Kölner Rat eine Bitte, dass man Abt Johann(es) von Forst doch für die Abtei St. Pantaleon freistellen möge, da dieser dort bereits im Jahr 1446 reformierend gewirkt habe. Denn dieser habe, wie es hieß, bereits am 18. September 1446 Absolutions- und Dispensvollmachten in weitem Umfange für die Trierer Abteien sowie für St. Pantaleon und die dem Kloster unterstellten Nonnen erhalten.
Im Jahre 1447 wurde er dann als Abt im Kloster St. Pantaleon in Köln eingesetzt und am 30. April 1447 entband er alle Konventualen im Kloster St. Matthias, deren Abt er zuvor war, von ihren geleisteten Pflichten und Huldigungen. Als neuer Abt von St. Pantaleon arbeitete er  alleine, ohne dabei wesentlich die Hilfe Dritter anzunehmen, an der Bildung einer Kongregation (confederacio) der Klöster von St. Matthias, St. Pantaleon und St. Marien in Trier, was ihm auch gelang. Nach dem Tod des Abts Lampert von Praunheim-Sachsenhausen am 12. Mai 1449 nahm Johann im Jahr 1451 die Postulation als neuer Abt von St. Maximin an. Es war jedoch bereits die zweite Postulation, da die vorausgegangene noch vom Konvent abgelehnt worden war und er sich erst noch gegen einen starken Gegenkandidaten in einer Kampfabstimmung durchsetzen musste. Da er aber Abt von St. Pantaleon blieb, ließ sich der Konvent von St. Maximin nicht auf die angestrebte Kongregation ein. Nach dem frühen Tod von Abt Johann(es) von Forst am 4. Juni 1452 konnte die geplante Kongregation nicht mehr verwirklicht werden, und da er dessen größter Förderer war und sich niemand fand, der die Idee weiterverfolgte, blieb sie zu diesem Zeitpunkt eine unvollendete Vision.

## Ergänzende Biografie
Nach dem Tod des Abtes von St. Maximin in Trier, Lampert (Lamprecht) von Praunheim-Sachsenhausen, versuchte der Kurtrierische Erzbischof Jakob von Sierck  aus Gründen der Familienpolitik, einem Verwandten, dem Hospitalar und Kämmerer der Abtei Weißenburg, Rheingraf Konrad zu Weißenburg, die Abtswürde zu verschaffen. Für dieses Vorhaben konnte er vier der acht Maximiner Mönche gewinnen, worunter sich auch der Hospitalar Rheingraf Wilhelm befand. Sowohl er als auch Konrads Bruder, der Trierer Domscholaster Gerhard, setzten sich für die Wahl Konrads ein. In diese Bestrebungen schaltete sich jedoch Kardinal Nikolaus von Kues ein, der  bereits einen Plan zur Sicherung der Reformen in der Abtei St. Maximin entwickelt hatte. Seine Idee war es, das Johannes von Forst (Vorst), der bereits die Benediktinerabtei St. Pantaleon in Köln reformiert hatte, für zwei Jahre als Abt von St. Maximin providiert werden solle, bis sich Konrad von Weißenburg besser mit diesen Reformplänen vertraut gemacht hätte. Bei einer ersten Abstimmung, die vermutlich am 6. Oktober 1449 stattgefunden hatte, führte der Streit unter den Mönchen zu einer unentschiedenen Situation. Die eine Seite machte sich für Konrad von Weißenburg stark, die andere hingegen postulierte Johannes Forst zum neuen Abt.
Bei der Wahl am 2. November 1449 entschieden sich die Mönche letztlich zugunsten Johannes von Forst. Am 6. November 1449 richteten die Anhänger Konrads zwar noch eine Bittschrift an Papst Nikolaus V., was allerdings wirkungslos blieb, da der Papst auf Betreiben des Kardinals Johannes Forst bereits vor dem 11. September 1449 mit der Abtei providiert hatte. Später bedankte sich Konrad von Weißenburg noch bei Erzbischof Sierk für dessen vergebliche Bemühungen und meinte, dass er zunächst Hospitalar und Kämmerer in Weißenburg bleiben wolle, da ihm diese Ämter immerhin 300 bis 400 fl. pro Jahr einbrächten. Aus einer Urkunde aus dem Frühjahr 1451 geht hervor, dass ihm der Zusammenschluss (Kongregation) der drei Abteien, St. Matthias, St. Marien und St. Pantaleon gelungen war. Bestätigt und genehmigt wurde die Urkunde vom 31. März 1451 durch Dietrich III. aus Neuss, dem Abt des Zisterzienserklosters Heisterbach, im Auftrag des päpstlichen Legaten Kardinal Juan Carvajal. Die kurze Amtszeit als Abt von St. Maximin, unter Beibehaltung seiner Abtei St. Pantaleon, war geprägt durch seine vielfältigen Bemühungen um eine monastische Reform im Trierer und Kölner Raum und die Doppelbelastung infolge der räumlich entfernten Abteien. Nachdem Abt Johann von Forst noch am Fest des Klosterpatrons am 29. Mai 1449 das Hochamt gelesen hatte, verstarb er auf der Rückreise von St. Maximin zur Abtei St. Pantaleon am 4. Juni 1452. Bestattet wurde er zu St. Pantaleon vor dem St. Paulusaltar. Siegel von ihm sind ebenso von St. Matthias, von St. Pantaleon sowie von St. Maximin erhalten. Der am besten erhaltene spitzovale Siegelabdruck für dieses Abbatiat zeigt einen vor einem spätgotischen Gewölbe sitzenden Abt mit Mitra, Stab und Buch. Zu seinen Füßen befindet sich ein zwölffach geständertes Wappen mit Herzschild und einer Umschrift: [ ]IS ABBATIS SANCTI MAXIM(in)I TREUER(ensis)